# Forum Hochschule und Kirche
Im Forum Hochschule und Kirche e.V. (FHoK) arbeiten bundesweit katholische Organisationen zusammen, die durch ihre Arbeit die Präsenz der katholischen Kirche an Universitäten und Fachhochschulen fördern. Der FHoK ist der oberste Dachverband aller katholischer Studenten- und Hochschulgemeinden und deren hauptamtlicher Mitarbeitern (Priester, Sekretäre, Referenten usw.). Der Sitz des Vereins ist Bonn.
Das Forum fördert die diözesane und überdiözesane Hochschulpastoral subsidiär z. B. durch die Qualifizierung haupt- und ehrenamtlicher Mitarbeiter in der Hochschulpastoral sowie durch die Förderung der Kooperation der Hochschul- und Studentengemeinden. Mitglied im Forum sind Vertreter aus verschiedenen Einrichtungen im Kontext der Hochschulpastoral.

## Aufgaben
Im Forum Hochschule und Kirche e.V. haben sich Ende 2000 die bundesweiten Organisationen aus rund 130 Hochschulgemeinden, studentischen Organisationen, katholischen Akademien und Bildungseinrichtungen sowie Studien- und Begabtenförderung zusammengeschlossen, um gemeinsam die Präsenz von Kirche an der Hochschule zu stärken. Dies tun sie durch
- die Unterstützung der Hochschulpastoral in den Bistümern,
- die Qualifizierung von hauptamtlichen Mitarbeitern und Ehrenamtlichen in der Hochschulpastoral und die Vermittlung von spiritueller Begleitung,
- die Förderung eines bundesweiten Bildungsangebotes für Studierende,
- die Förderung der Zusammenarbeit von Hochschulgemeinden, Förderwerken und weltkirchlichen Einrichtungen,
- die Vermittlung von Erkenntnissen über die Entwicklung von Hochschulpastoral,
- die Vermittlung von Erkenntnissen über Entwicklungen von Hochschule und Bildungspolitik,
- die Förderung interdisziplinärer Dialoge.

Auf Bundesebene ist das Forum Ansprechpartner für hochschul-, bildungs- und wissenschaftspolitische Institutionen und will sich als Fachorganisation am Diskurs über die Zukunft von Hochschule beteiligen.

## Aktivitäten
Das Forum Hochschule und Kirche e.V. unterstützt die ihm angehörenden bundesweiten Organisationen subsidiär in ihrer Arbeit und sorgt als Projektträger für die finanzielle Unterstützung von Qualifizierungsmaßnahmen und Bildungsangeboten mit kirchlichen und öffentlichen Mitteln.
Gemeinsam mit der Konferenz für Katholische Hochschulpastoral (KHP), der Berufsvertretung aller in der Hochschulpastoral Tätigen, entwickelt, organisiert und evaluiert das Forum den Einführungskurs Hochschulpastoral und Fortbildungsmaßnahmen für hauptamtliche Mitarbeiter in der Hochschulpastoral und vermittelt Angebote der spirituellen Begleitung.
Die Arbeitsgemeinschaft Katholischer Hochschulgemeinden (AKH) wird bei der Entwicklung, Durchführung und Evaluation von bundesweiten Seminarangeboten für Studierende und ehrenamtlich Engagierte durch die Geschäftsstelle des Forums unterstützt.
Das Forum vermittelt Informationen über Hochschule und Hochschulpastoral, gibt Impulse zu deren Entwicklung und fördert den Informationsaustausch unter den Hochschulgemeinden und den weiteren Organisationen der katholischen Hochschularbeit.
Über die Informationsangebote in den verschiedenen Medien und weiteren Fachtagungen will das Forum Hochschule und Kirche e.V. als Fachorganisation mit Interessierten aus Lehre und Forschung sowie mit Bildungspolitikern ins Gespräch kommen. In den Kernbereichen der hochschulpastoralen Arbeit (Bildung, Begegnung, Dialog, Beratung, Unterstützung, Spiritualität) ist das Forum für Kooperationsprojekte mit interessierten Organisationen und Einrichtungen offen.

## Organisationsstruktur
Das Forum Hochschule und Kirche ist als eingetragener Verein konstituiert, dem Delegierte aus den bundesweiten Organisationen der katholischen Hochschularbeit angehören. Die Mitgliederversammlung wählt einen sechsköpfigen Vorstand, der für die laufenden Angelegenheiten des Vereins zuständig ist. Die Vorsitzenden sind (Stand März 2022) Runa Schulze, 1. Vorsitzende, Lars Hofnagel, 2. Vorsitzender und Frank Pätzold, 3. Vorsitzender.
Die Beschlüsse des Vorstandes und der Mitgliederversammlung werden von der Geschäftsstelle des Forum Hochschule und Kirche e.V. in Bonn umgesetzt. Die Geschäftsstelle unterstützt auch die Aktivitäten der Arbeitsgemeinschaft Katholischer Hochschulgemeinden (AKH) und der Konferenz für Katholische Hochschulpastoral (KHP).
Das Forum Hochschule und Kirche e.V. wird in seiner Arbeit von einem Wissenschaftlichen Beirat unterstützt, dessen Mitglieder durch die Kommission VIII für Fragen der Wissenschaft und Kultur der Deutschen Bischofskonferenz ernannt werden. Vorsitzender des wissenschaftlichen Beirates ist der Weihbischof Wilfried Theising. Der Wissenschaftliche Beirat berät das Forum und vermittelt Impulse für die Weiterentwicklung der Hochschulpastoral. Alle drei Jahre organisiert er ein bundesweites Symposion zu grundlegenden Fragen der Hochschulpastoral.

## Mitglieder (Auswahl)
- Arbeitsgemeinschaft Katholischer Hochschulgemeinden (AKH)
- Cusanuswerk
- Katholischer Akademischer Ausländerdienst (KAAD)